# Le Secret du corsaire rouge
Le Secret du corsaire rouge è un cortometraggio muto del 1910 diretto da Louis Feuillade. È il primo film per i due protagonisti, Yvette Andréyor e Luitz-Morat.

## Produzione
Il film fu prodotto dalla Société des Etablissements L. Gaumont

## Distribuzione
Distribuito in sala dalla Société des Etablissements L. Gaumont.